# Franc de Siena
Franc de Siena, nascut com a Francesco Lippi (Grotti, ca. 1211 - 1291?) va ser un frare carmelita italià, venerat com a beat al si de l'orde carmelita. Va ser popular a Castella durant el segle xvii, on fou conegut com a San Franco de Sena. No s'ha de confondre amb el frare servita, també beat, Francesc de Siena, mort el 1328.

## Vida
Havia nascut a Grotti (Toscana), al primer quart del segle xiii; era fill de Matteo i Dorotea, de noble família. Va fer vida militar, despreocupada i disbauxada. Va participar en la presa de Sarteano, però va quedar-hi cec; va fer un vot segons el qual, si recuperava la vista esmenaria la seva vida i faria el pelegrinatge a Sant Jaume de Compostel·la. Va tornar a veure i, complit el seu vot, va fer el pelegrinatge a Santiago i, després, a Roma i Bari.
En tornar a Siena va sentir un sermó del dominicà Ambrogio Sansedoni que li feu meditar; va decidir de recloure's en una cel·la, on va romandre cinc anys fent penitència. Es va fer germà llec de l'Orde del Carmel, vivint en una cel·la prop de la capella de la Mare de Déu. Va tenir experiències místiques i visions de Crist, la Mare de Déu i àngels, i es deia que tenia el do de la profecia.
Va morir l'11 d'abril de 1291. Sebollit al convent carmelita de Siena, cinquanta anys després, el seu cos va ser exhumat i part de les restes van ésser portades a Cremona.

### Llegenda
Durant el setge, els soldats estaven jugant a daus: Franc va apostar-hi els ulls i, com a càstig per la blasfèmia, va quedar cec. Com a recompensa per la penitència que va fer tancat a la cel·la, el Cel li concedí un arbre carregat de monedes d'or que va repartir entre els pobres.

## Historicitat
La seva vida és narrada en una vida copiada al segle xvi pel carmelita anglès John Bale. El Catàleg de sants carmelites del començament del segle xv fa esment d'una vida que podria ésser aquesta. Parla d'un beat anomenat Franco o Francesco da Siena, soterrat al convent carmelita de Cremona. El 1590, el dominicà Gregorio Lombardelli va publicar una nova vida del beat, amb moltes addicions i variants, la majoria de les quals extretes de la vida d'un frare servita, també beat i anomenat Francesc de Siena, però mort el 1328. Entre les dades que oferia, sense indicar-ne la font, hi ha que pertanyia a la família Lippi i que la seva mare era Celedonia Gabrielli; descriu la seva joventut amb detall i que s'havia jugat els ulls en una juguesca, essent castigat per Déu amb la ceguesa. També indica que morí l'11 de desembre.
Aporta la dada que el papa Climent V va permetre el seu culte en 1308, i diferencia entre Franc de Siena, carmelita, sebollit a Siena i Francesc de Siena, servita, enterrat a Cremona. A Siena també es conserven alguns objectes tradicionalment vinculats al beat Franc: una cota de malla, un elm, un collar o una cadena amb la qual es flagel·lava i una boleta, que es ficava a la boca com a penitència i que ha esdevingut el motiu iconogràfic del beat.
Els dos personatges, però, eren sovint confosos i assimilats a una única figura, a la qual van anar afegint-se llegendes diverses: el beat de Cremona va esdevenir no només un gran predicador, sinó màrtir per haver predicat contra els vicis del bestialisme i la blasfèmia. La data de la mort varia, però, entre 1257, 1291, 1389 i 1375.

## Veneració
El beat carmelita figura al breviari de l'orde, on és venerat, des de 1670. Climent X va permetre el culte a l'orde i Siena en 1672. A la reforma de 1969 va treure's del calendari de sants.
Va tenir una certa popularitat a Castella durant el segle xvii, on van fundar-se diverses confraries en honor seu. La comèdia hagiogràfica El lego del Carmen, o, San Franco de Sena d'Agustín Moreto en recull la llegenda.